# 威廉·巴特勒·叶芝
威廉·巴特勒·葉芝（英語：William Butler Yeats，1865年6月13日—1939年1月28日），或稱叶慈，愛爾蘭詩人、劇作家、散文作家，其曾參與創始艾比劇院，並在晚年擔任兩屆愛爾蘭自由邦參議員。他與格雷戈里夫人、愛德華·馬丁（Edward Martyn）等一同推動愛爾蘭文學復興。
他出生在愛爾蘭的桑迪蒙特（Sandymount），並在那裡和倫敦受教育。他是一名新教徒，也是盎格魯-愛爾蘭社群的成員。他在斯萊戈郡度過了童年的假期，並從很小的時候開始學習詩歌，當時他對愛爾蘭傳說和神秘學著迷。這些主題出現在他工作的第一階段，大約持續到 20 世紀之交。他最早的詩集於 1889 年出版，其慢節奏的抒情詩展現了對埃德蒙·斯賓塞、珀西·比希·雪萊和前拉斐爾派詩人的感激之情。從 1900 年開始，他的詩歌變得更加真實和現實。儘管他仍然專注於身體和精神面具以及生命週期理論，但他在很大程度上放棄了他年輕時的超驗信仰。 1923年，他獲得諾貝爾文學獎。

## 生平

### 早年的生活和作品
叶芝出生于距离爱尔兰首都都柏林不远的山迪蒙。他的父亲约翰·巴特勒·叶芝是亞麻商人杰维斯·叶芝（Jervis Yeats）的后裔。这位商人卒于1712年，他的孙子本杰明娶了基尔岱尔郡的望族之女玛丽·巴特勒。约翰·叶芝结婚的时候正在学习法律，但是很快他便转而学习繪畫。约翰的母亲（即威廉·巴特勒·叶芝的祖母）苏珊·玛丽·波雷克斯芬来自斯莱戈郡上一个盎格鲁－爱尔兰裔家族。叶芝出生后不久，便迁至位于斯莱戈的大家族中，他本人也一直认为是斯莱戈郡孕育了自己真正的童年岁月。巴特勒·叶芝家族是一个非常具有艺术气息的家族。叶芝的弟弟傑克后来成为一位画家，而他的两个姐妹伊丽莎白和苏珊则均参加过工艺美术运动。
为了叶芝父亲的绘画事业，叶芝的家庭后迁至伦敦。起初，叶芝和他的兄弟姐妹接受的是家庭教育。叶芝的母亲由于非常思念故地斯莱戈，经常给孩子们讲家乡的故事和民间传说。1877年，威廉·叶芝进入葛多芬小学（Godolphin），并在那里学习了四年。不过威廉似乎并不喜欢在葛多芬的这段经历，而且成绩也并不突出。由于经济上的困难，叶芝全家于1880年底迁回了都柏林。起初住在市中心，其后搬到位于郊外的皓斯（Howth）。
在皓斯的时光是叶芝重要的发展阶段。皓斯周围是丘陵和树林，相传有精灵出没。叶芝家雇了一个女仆，是一个渔人的妻子，她熟知各类乡野传奇，娓娓道来的神秘冒险全都收录在后来出版的《凯尔特曙光》裡。
1881年10月，叶芝在都柏林的伊雷斯摩斯·史密斯中学（Erasmus Smith）继续他的学业。他父亲的画室就在这所学校附近，于是叶芝经常在那里消磨时光，并结识了很多都柏林城的艺术家和作家。在这段时间里，叶芝大量阅读莎士比亚等英国作家的作品，并和那些比他年长许多的文学家、艺术家们讨论。他于1883年12月从这所中学毕业，其后他便开始了诗歌的创作。1885年，叶芝在《都柏林大学评论》上发表了他的第一部诗作，以及一篇题为《赛缪尔·费格森爵士的诗》的散文。从1884年到1886年，他就读于位于基尔岱尔大街的大都会艺术学校（Metropolitan School of Art），也就是如今爱尔兰国家美术与设计学院的前身。

### 年轻的诗人

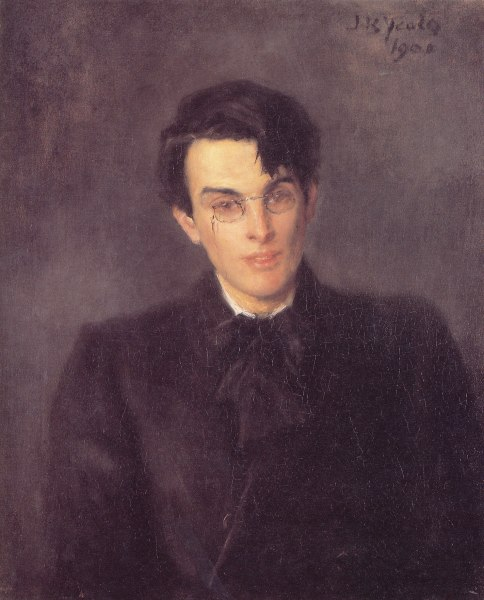
1900年的叶芝，叶芝的父亲约翰·巴特勒·叶芝所绘作品

在开始进行诗歌创作之前，葉慈便已经尝试将诗歌和宗教观念、情感结合起来。后来，他在描述自己童年生活的时候曾说过“......我认为......如果是一种强大且悲天悯人的精神构成了这个世界的宿命，那么我们便可以通过那些融合了人的心灵对这个世界的欲望的词句来更好的理解这种宿命。
叶芝早年的诗作通常从爱尔兰神话和民间传说中取材，其语言风格则受到拉斐尔前派散文的影响。这一时期，雪莱的诗对叶芝产生了很大影响。在后来的一篇关于雪莱的文章中叶芝写道：“我重读了《解放了的普罗米修斯》。在世界上的所有伟大著作之中，它在我心里的地位比我预想得还要高得多。”
叶芝早期还受到彼时爱尔兰著名的芬尼亚组织（Fenian）领袖约翰·奥里亚雷的影响。诗人晚年曾说，奥里亚雷是他所见最“风流倜傥的老人”，“从奥里亚雷的谈话以及他借我或送我的爱尔兰书籍中，成就了我一生的志业。”在奥里亚雷的介绍下，叶芝认识了道格拉斯·海德和约翰·泰勒。前者于1893年成立盖尔联盟，致力于保存并增加爱尔兰语言的使用。
叶芝的第一首重要诗作是《雕塑的岛屿》，是一首模仿埃德蒙·斯宾塞诗作的梦幻般的作品。这首诗发表在《都柏林大学评论》上，其后没有再版。叶芝第一部公开出版的作品是一本小册子《摩沙达：戏剧化的诗》。这篇文章也同样在《都柏林大学评论》上发表过，而且只是由他的父亲出资印刷了100册。此后，他完成了叙事长诗《乌辛之浪迹》（The Wanderings of Oisin），并在1889年出版了诗集《乌辛之浪迹及其他诗作》。这是即使在叶芝风格成熟之后也仍未否定过的第一部作品，取材于爱尔兰古代勇士的传说和神话故事。为完成这首诗，诗人花费了整整两年的时间，其风格清晰的体现出费格森和拉斐尔前派对诗人的影响。这首诗在一定程度上奠定了叶芝以后诗作的主题风格：追求冥思的生活抑或追求行动的生活。这本诗集的前八首抒情诗和歌谣的主题，是源自叶芝少年时代对印度人及阿尔卡迪亚世外桃源的想象——神祇与女神、王子与公主、殿堂、孔雀与神秘的莲花等等。诗歌中流露出明显的浪漫主义和拉斐尔前派的痕迹。在《乌辛之浪迹》之后，叶芝再未创作过长诗。他的其他早期作品多半是以爱情或神秘事物为主题的抒情诗。随着叶芝的作品读者群的不断扩大，他结识了当时爱尔兰和英国的很多著名文学家，包括萧伯纳和王尔德。
叶芝的家庭于1887年重新搬回伦敦。1890年，叶芝和欧那斯特·莱斯（Ernest Rhys）共同创建了“诗人会社”（Rhymer's Club）。这是一个由一群志同道合的诗人们组成的文学团体，成员们定期集会并于1892年和1894年分别出版过自己的诗选。叶芝的早期作品还包括诗集《诗集》、《神秘的玫瑰》和《苇间风》。事实上，“诗人会社”的文学成就并不高，叶芝几乎是唯一取得了显著成就的诗人。

### 昴德·冈昂、爱尔兰文艺复兴运动和艾比剧院

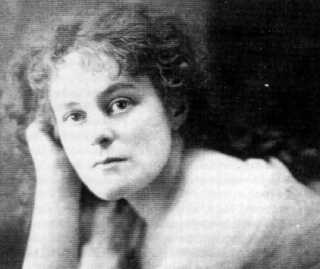
昴德·冈昂，約1900年

1889年，叶芝结识了昴德·冈昂。她是一位热衷于爱尔兰民族主义运动的女性。冈昂小姐非常仰慕叶芝早年诗作《雕塑的岛屿》，并且主动和叶芝结识。叶芝深深的迷恋上了这個女人，而这个女人也极大的影响了叶芝以后的创作和生活。经过两年的密切交往后，叶芝向冈昂小姐求婚，却因二人在民族主義上的意見衝突，葉芝遭到拒绝。其后，他又共计向她求婚三次，分别是在1889年、1900年和1901年，均遭到了拒绝。尽管如此，叶芝对冈昂小姐仍然魂牵梦萦，并以她为原型创作了剧本《凯丝琳女伯爵》。在剧中，凯丝琳将灵魂卖给了魔鬼，好让她的同胞免于饥荒，最后上了天堂。此剧直到1899年才得以上演，引发了宗教及政治上的诸多争议。终于，在1903年，冈昂小姐嫁给了爱尔兰民族运动政治家约翰·麦克布莱德，葉芝後來在信件和詩作中多次對麥克布萊德予以嘲諷。此外，他和奥莉薇亚·莎士比亚有过短暂的恋情。他们在1896年结识，却在一年之后分手。
也正是在1896年，叶芝结识了格雷戈里夫人，介绍人是他们共同的朋友爱德华·马丁。格雷戈里夫人鼓励叶芝投身民族主义运动，并进行戏剧的创作。尽管叶芝受到法国象征主义的影响，但显然他的创作具有清晰而独特的爱尔兰风格。这种风格在叶芝与爱尔兰年轻一代的作家的交往中得到强化。叶芝和格雷戈里夫人、马丁以及一些其他爱尔兰作家共同发起了著名的爱尔兰文學复兴運動。
除了作家们的文学创作外，学院派的翻译家们对古代传奇故事、盖尔语诗歌以及近代的盖尔语民歌的翻译和发掘工作也对爱尔兰文學复兴运动起到了巨大的促进作用。代表人物是后来成为爱尔兰总统的道格拉斯·海德，他编纂的《康诺特省的情歌》倍受推崇。
这场运动最不朽的成就之一便是艾比剧院的成立。1889年，叶芝、格雷戈里夫人、马丁和乔治·摩尔创立的“愛爾蘭文學劇院”（Irish Literary Theatre）。这个团体仅仅存在了两年，而且并不成功。在两位拥有丰富戏剧创作经验的爱尔兰兄弟威廉·费依和弗兰克·费依以及叶芝不计报酬的秘书安妮·伊丽莎白·弗莱德里卡·霍尔尼曼（一位曾经于1894年参与过萧伯纳《武器与人》在伦敦首演的富有的英国女人）的鼎力协助下，这个团体成功打造了一个崭新的爱尔兰国家戏剧界。在著名剧作家约翰·米林顿·辛格参与进来以后，这个团体甚至在都柏林靠戏剧演出赚到了不少钱，并于1904年12月27日修建了艾比剧院。在剧院的开幕之夜，叶芝的两部剧作隆重上映。从此以后一直到去世，叶芝的创作生涯始终和艾比剧院相关。他不仅仅是剧院的董事会成员之一，同时也是一位高产的剧作家。
在1902年，叶芝资助建立了丹·埃默出版社，用以出版文艺复兴运动相关的作家作品。这个出版社在1904年更名为库拉出版社。出版社存在至1946年，一直由叶芝的两个姐妹经营，总共出版了70本著作，其中的48本是叶芝自己写的。1917年的夏天叶芝和当年的冈小姐重逢，并且向她的养女求婚，但是遭到了拒绝。九月份，叶芝转向一位英国女人乔芝·海德-李斯(Georgie Hyde-Lees)求婚，她答应了，在1917年10月20日，叶芝52岁多时成婚。不久，叶芝买下了位于库尔公园附近的巴列利塔，并很快将其更名为“图尔巴列利塔”。叶芝余生中的大部分夏季都是在这里度过的。1919年2月24日，叶芝的长女安·叶芝在都柏林出生。安继承了母亲的智慧、宁静与友善，以及父亲不凡的艺术天赋，后来成为一位画家。

### 神秘主义的影响
叶芝一生都对神秘主义和唯灵论有浓厚的兴趣。1885年，叶芝和一些朋友创立了“都柏林秘术兄弟会”（Dublin Hermetic Order）。这个组织在6月16日召开了第一次集会，叶芝是领袖。同年，都柏林的神智学会馆在通灵法师婆罗门·摩西尼·莎特里的组织下正式开放，叶芝于次年参加了他的第一次降神会。后来，叶芝沉溺于神秘主义和通灵术之中不能自拔。1900年，他甚至成为“黃金黎明協會”的领袖。他于1890年参加了这个组织。在结婚以后，叶芝夫妇曾经尝试过风靡一时的无意识写作。
叶芝的神秘主义倾向在他的名诗《丽达与天鹅》中体现得尤为明显。这首短诗从希腊神话中取材，讲述得是宙斯幻化成天鹅与美女丽达结合并生下两个女儿的故事（一是著名的海伦，引发了特洛伊战争；一是克吕泰涅斯特拉，希腊军队统率阿伽门农的妻子）。这一母题在西方文学艺术作品中曾反复出现。关于叶芝创作这首名作的初衷，西方评论界曾有过各种不同的诠释和解读，有的认为是“历史变化的根源在于性爱和战争”，有的则认为是“历史是人类的创造力和破坏力共同作用的结果”。西方主流的文学史将《丽达与天鹅》作为象征主义诗歌里程碑式的作品。
在叶芝的神秘主义思想形成过程里，凯瑟琳·泰楠的影响不可谓不大。泰楠是一位才华横溢的女诗人，叶芝早年和她过从甚密。正是在泰楠的影响下，叶芝频繁的参加各类神秘主义组织的活动。泰楠一生都很仰慕叶芝的才华，而叶芝却在后来逐渐疏远了她。
叶芝的神秘主义倾向受印度宗教的影响很显著，他晚年甚至亲自将印度教《奥义书》译成英文。通灵学说和超自然的冥思则成为叶芝晚期诗歌创作的灵感来源。一些批评家曾抨击叶芝诗作中的神秘主义倾向，认为其缺乏严谨和可信度。W·H·奥登就曾尖锐的批评晚年的叶芝为“一个被关于巫术和印度的胡言乱语侵占了大脑的可叹的成年人的展览品”。然而正是在这一时期，叶芝写出了他一生中很多最不朽的作品。若想理解叶芝晚年诗作的奥妙，就必须要了解他于1925年出版的《灵视》一书的神秘主义思维体系。葉慈認為人類歷史是一個迴旋(gyre)。如蚊香式的旋轉。至於迴旋的終點。那就是『神性』(Divinity)。這個概念與尼采的『永劫回歸』相近。只是比較樂觀一點。今天，人们通过阅读这本书来理解叶芝后期的诗作，却不把它当作一本宗教或哲学的著作。

### 向现代主义的转变
1913年，叶芝在伦敦结识了年轻的美国诗人艾兹拉·庞德。事实上，庞德来伦敦有一部分便是为了结识这位比他年纪稍长的诗人。庞德认为叶芝是“唯一一位值得认真研究的诗人”。从1913年到1916年，每年冬天叶芝和庞德都在亚士顿森林（Ashdown Forest）的一个乡间别墅中度过。这段时间里庞德担任叶芝名义上的助手。然而当庞德未经叶芝的允许擅自修改了他的一些诗作，并将其公开发表在《诗》杂志上后，两位诗人的关系便开始恶化了。庞德对叶芝诗作的修改主要体现出他对维多利亚式的诗歌韵律的憎恶。然而很快两位诗人都开始怀念双方共事、互相学习的日子。尤其是庞德从欧内斯特·费诺罗萨的寡妇处学到的关于日本能乐的知识为叶芝即将创作的贵族风格的剧作提供了灵感。叶芝创作的第一部模仿了日本能乐的剧作是《鹰之井畔》。他于1916年1月将这部作品的第一稿献给庞德。

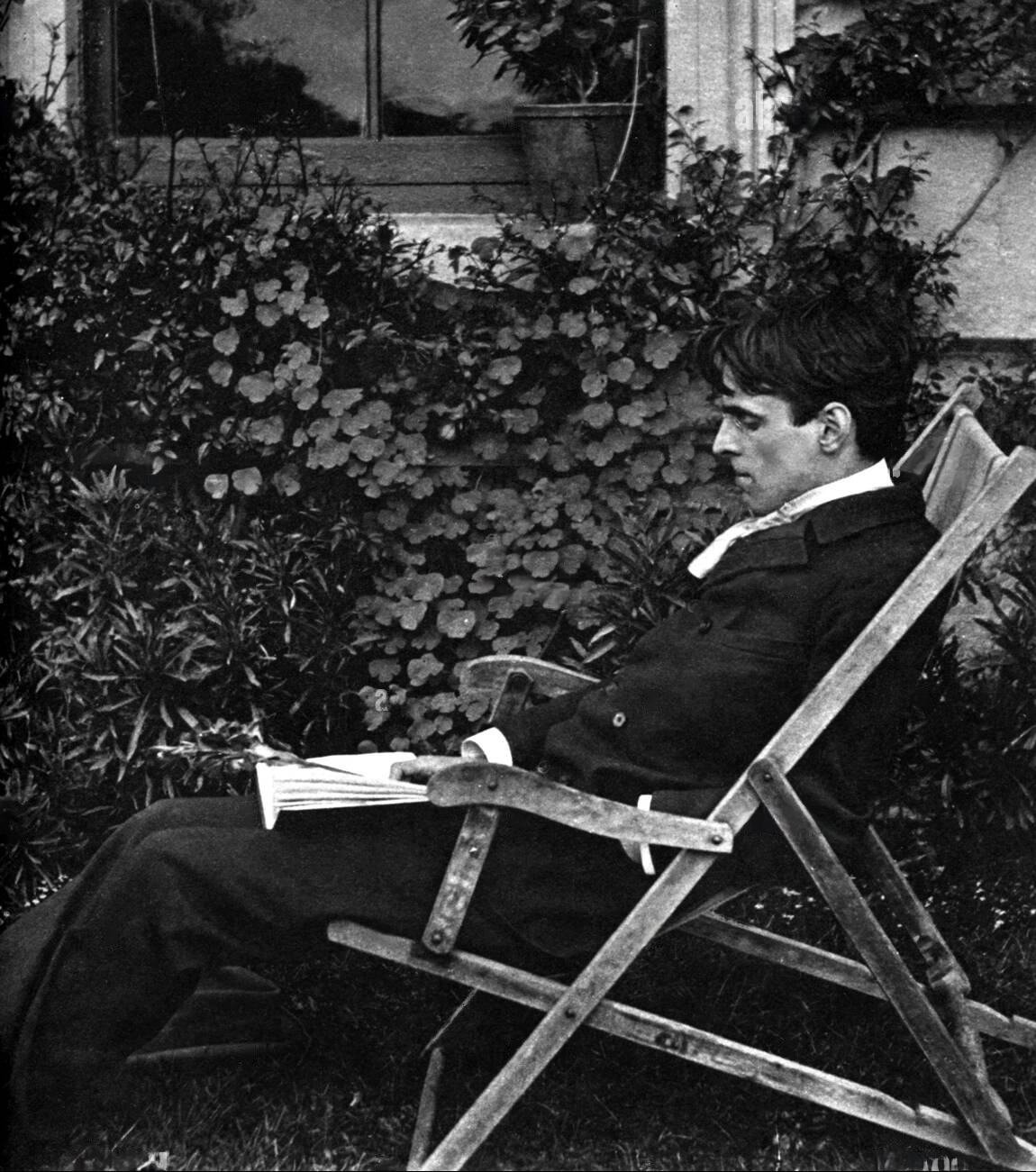
叶芝

叶芝通常被认为是20世纪最重要的用英文写作的诗人之一。然而，不同于大多数现代主义诗人在自由体诗领域不断做出尝试，叶芝是传统诗歌形式的大师。现代主义对叶芝诗作风格的影响主要体现在：随着时间的推移，诗人逐渐放弃早期作品中传统诗歌样式的写作，语言风格也越来越冷峻，直接切入主题。这种风格上的转变主要体现在他的中期创作中，包括作品集《七片树林》、《责任》和《绿盔》
1923年叶芝获诺贝尔文学奖，由瑞典国王亲自颁奖。他在两年之后发表了一首短诗《瑞典之丰饶》，以表达感激之情。1925年，叶芝出版了一本呕心沥血的散文作品《灵视》，其中他推举柏拉图、布列塔诺以及几位现代哲学家的观点来证实自己的占星学、神秘主义及历史理论。

### 政治生涯
叶芝通过庞德结识了很多年轻的现代主义者，这使得他中期的诗作已经远离了早期的《凯尔特曙光》时的风格。他对政治的关注也已经不再局限于文艺复兴运动早期他所醉心的文化政治领域。在叶芝早期的作品中，他灵魂深处的貴族立场体现无余。他将爱尔兰平民的生活理想化，并且有意忽视这个阶层贫穷孱弱的现实。然而一场由城市中的下层天主教徒发起的革命运动迫使叶芝不得不改变自己的创作姿态。
叶芝新的政治倾向在《1913年9月》这首诗中得到了体现。这首诗抨击由詹姆斯·拉金领导的著名的1913年都柏林大罢工。在《1916年復活节》中，诗人反复吟诵：“一切都已改变/彻底改变/一种恐怖的美却已诞生”。叶芝终于意识到復活节起义的领袖们的价值就在于他们卑微的出身和贫困的生活。
整个1920年代和1930年代初期，叶芝无可避免的受到他的国家以及整个世界动荡局势的影响。1922年，叶芝进入爱尔兰参议院。在他的参议员生涯中，叶芝最主要的成就之一就是曾担任货币委员会的主席。正是这一机构设计了爱尔兰独立之后的第一批货币。在1925年，他热心地倡导离婚的合法化。1927年，叶芝在他的诗作《在学童中间》里如此描述作为一名公众人物的自己：“一位花甲之年的微笑的名人”。1928年，由于健康问题，叶芝从参议院退休。
叶芝的贵族阶级立场以及他和庞德之间的密切关系使得这位诗人和墨索里尼相当接近。他曾在许多场合表达过对这位法西斯独裁者的仰慕。他甚至写过一些歌颂法西斯主义的赞歌，尽管这些作品从未发表过。然而当巴勃罗·聂鲁达于1937年邀请他到马德里时，叶芝在回信中表明他支持西班牙革命，反对法西斯主义。叶芝的政治倾向非常暧昧。他不支持民主派，在晚年却也有意疏远纳粹和法西斯主义。然而纵观叶芝的一生，他从未真正接受或赞同过民主政治。同时，他深受所谓“优生运动”的影响。

### 晚年生活和创作

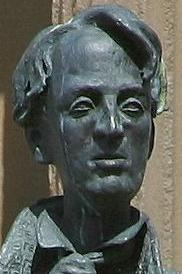
斯莱戈郡的叶芝雕塑

进入晚年后，叶芝逐渐不再如中年时一样直接触及和政治相关的题材，而是开始以一种更加个人化的风格写作。他开始为自己的家人儿女写诗，有的时候则描绘自己关于时间流逝、逐渐衰老的经历和心绪。收录在他最后一部诗集中的作品《马戏团动物的大逃亡》生动的表现了他晚期作品的灵感来源：“既然我的阶梯已经消失/ 我必须平躺在那些阶梯攀升的起点”。1929年之后，叶芝搬离了图尔巴列利塔。尽管诗人一生中的很多回忆都在爱尔兰国土之外，他还是于1932年在都柏林的近郊租了一间房子。晚年的叶芝非常高产，出版了许多诗集、戏剧和散文，许多著名的诗作都是在晚年写成的，包括一生的颠峰之作《驶向拜占庭》。这首代表性的诗作体现了叶芝对古老而神秘的东方文明的向往。1938年，叶芝最后一次来到艾比剧院，观赏他的剧作《炼狱》的首映式。同年，他出版了《威廉·巴特勒·叶芝的自传》。
晚年的叶芝百病缠身，在妻子的陪伴下到法国休养。然而最终还是于1939年1月28日在法国芒通的“快乐假日旅馆”逝世。他的最后一首诗作是以亚瑟王传说为主题的《黑塔》。逝世之后，叶芝起初被埋葬在羅克布呂訥-卡普馬丹。1948年9月，愛爾蘭海軍輕巡洋艦瑪查號（LÉ Macha）將他的遺體運回祖國，葬在斯莱戈郡鼓崖村的圣高隆巴堂（St Columba's Church）中。他的坟墓后来成了斯莱果郡的一处引人注目的景点。他的墓志铭是诗人晚年作品《班磅礴山麓下》的最后一句：“冷眼看生/死。骑士，策马向前！”(Cast a cold Eye.On Life,on Death.Horseman,pass by! )叶芝生前曾说斯莱果是一生当中对他影响最深远的地方，所以他的雕塑和纪念馆也将地址选在这里。

## 主要作品
- 1886年 — 《摩沙达》

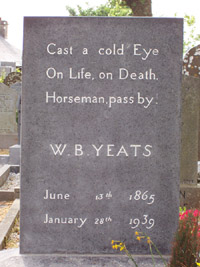
叶芝的墓碑

- 1888年 — 《爱尔兰乡村的神话和民间故事集》
- 1889年 — 《乌辛之浪迹及其他诗作》
- 1891年 — 《经典爱尔兰故事》
- 1892年 — 《凯丝琳女伯爵及其他传说和抒情诗》
- 1893年 —《凯尔特的薄暮》
- 1894年 —《心灵的欲望之田》
- 1895年 — 《诗集》
- 1897年 — 《神秘的玫瑰》
- 1899年 — 《苇间风 》
- 1903年 —《善恶之观念》
- 1903年 — 《七重林中》
- 1907年 — 《发现》
- 1910年 — 《绿盔及其他诗作》
- 1913年 — 《挫折的诗歌》
- 1914年 — 《责任》
- 1916年 — 《青春岁月的幻想曲》
- 1917年 — 《库利的野天鹅》
- 1918年 — 《宁静的月色中》
- 1921年 — 《迈可·罗拔兹与舞者》
- 1921年 — 《四年》
- 1924年 — 《猫和月光》
- 1925年 — 《灵视》
- 1926年 — 《疏远》
- 1926年 — 《自传》
- 1927年 — 《十月的爆发》
- 1928年 — 《塔楼》
- 1933年 — 《回梯与其他诗作》
- 1934年 — 《剧作选集》
- 1935年 — 《三月的满月》
- 1938年 — 《新诗》
- 1939年 — 《最后的诗及两部剧作》（死后出版）
- 1939年 — 《气锅中》（死后出版）

## 作品在華文地區的翻譯與出版

### 在台灣的出版
- 黃美序/譯，《葉慈戲劇選集》，台北市：驚聲，1970年。
- 諾貝爾文學獎全集編譯委員會/編譯，《葉慈（1923）/雷夢德（1924）》，台北市：書華出版，1981年。
- 周英雄、高大鵬/譯，《葉慈詩選》，台北市：遠景，1982年。
- 楊銘塗/譯，《古哈嵐傳奇》，台北市：文鶴，1985年。
- 顏元叔/主編，《葉慈戲劇選集》，台北市：淡江大學，1989年。
- 楊牧/編譯，《葉慈詩選》，台北市：洪範，1997年。
- 傅浩/編譯，《葉慈詩選》，台北市：書林，2000年。
- 傅浩/編譯，《葦叢中的風：葉慈詩選》，台北市：書林出版，2007年。
- 袁可嘉/譯，《請輕輕踩我的夢：葉慈詩集》，台北市：遊目族，2014年。
- 陳珮瑄/譯，《尋味葉慈故事選：紅髮翰拉漢/神祕玫瑰/玫瑰煉金術》，台北市：寂天，2017年。

### 在中國大陆的出版
- 《葉詩集》（全3冊），河北教育出版社，2003年。
- 《葉詩選》，時代文藝出版社，2007年。
- 《葉精選集》，北京燕山出版社，2008年。
- 李靜/譯，《葉芝詩歌：靈魂之舞》，東方出版中心，2010年。
- 殷杲/译，《凯尔特的薄暮》，江苏人民出版社，2007年。
- 王碧滢/译，《凯尔特的薄暮》，外语教学与研究出版社，2010年。
- 田伟华/译，《凯尔特的薄暮》，湖南人民出版社，2011年。
- 文羽风/译，《凯尔特的曙光》，译言古登堡电子版，2019年。

## 相關書籍
- 吳潛誠/著，《航向愛爾蘭：葉慈與塞爾特想像》，立緒出版社，1999年。
- 連摩爾‧伯藍(M.M.Liammoir)/著，《葉-{慈)-》，貓頭鷹，2000年。
- 連摩爾‧伯藍(M.M.Liammoir)/著，《二十世紀最偉大的愛爾蘭神秘主義詩人─葉芝》，上海百家出版社，2004年。
- 傅浩/著，《二十世紀文學泰斗 葉芝》，四川人民出版社，2003年。

## 延伸阅读
- Doody, Noreen. . Palgrave Macmillan. 2018. ISBN 978-3-319-89547-5.
- Ellmann, Richard. . New York: Macmillan. 1948.
- Foster, R. F. . Oxford University Press. 1997  [2020-03-05]. ISBN 0-19-288085-3. （原始内容存档于2021-02-07）.
- Foster, R. F. . Oxford University Press. 2003  [2020-03-05]. ISBN 0-19-818465-4. （原始内容存档于2021-02-07）.
- Hone, Joseph. . New York: Macmillan Publishers. 1943. OCLC 35607726.
- Jordan, Anthony J. . Westport Books. 1997. ISBN 0-9524447-1-2.
- Jordan, Anthony J. . Westport Books. 2000. ISBN 0-9524447-4-7.
- Jordan, Anthony J. . Westport Books. 2003. ISBN 0-9524447-2-0.
- Malins, Edward; Purkis, John.  2nd. Routledge. 1994. ISBN 978-0-582-09093-4.
- O'Neill, Michael. . Routledge. 2003. ISBN 0-415-23475-1.
- Seiden, Morton. . Michigan State University Press. 1962.
- Yeats, W. B. . Wordsworth Poetry Library. 1994. ISBN 1-85326-454-7.

## 外部連結
- The Yeats Summer School, Sligo
- The National Library of Ireland's exhibition, Yeats: The Life and Works of William Butler Yeats（页面存档备份，存于）
- Selected Poetry of W.B.Yeats （页面存档备份，存于）
- 'Yeats' 'Leda and the swan': an images coming of age（页面存档备份，存于）
- William Butler Yeats的作品  - 古騰堡計劃
- Poetry by W.B. Yeats on Bibliomania （页面存档备份，存于）
- Alphabetical Listing of Poems by Yeats （页面存档备份，存于）
- Free audiobook of "Where My Books Go" （页面存档备份，存于） from LibriVox（页面存档备份，存于）
- Gallery of Locations of Yeats' Poems （页面存档备份，存于）